# Zeche Union I
Die Zeche Union I ist ein ehemaliges Eisenerzbergwerk in Sprockhövel-Scheven. Auf dem Bergwerk wurde neben Kohleneisenstein auch Steinkohle gefördert.

## Bergwerksgeschichte
Im Jahr 1854 fand zunächst nur der Abbau von Kohleneisenstein statt, im Laufe des Jahres wurde mit der Kohlenförderung begonnen. Das Bergwerk war danach mehrere Jahre in Betrieb. Im Jahr 1873 wurde auf dem Bergwerk noch Erz und Steinkohle abgebaut. Ab dem darauffolgenden Jahr wurde nur noch Kohleneisenstein abgebaut. Im Jahr 1875 wurde das Bergwerk stillgelegt. Im Jahr 1883 wurde das Bergwerk durch die Zeche Vereinigte Stock & Scherenberg angepachtet. Noch im selben Jahr wurde der Abbau von Kohleneisenstein wieder begonnen. Das abgebaute Erz wurde im Schacht Beust der Zeche Vereinigte Stock & Scherenberg gefördert. Im Jahr 1901 wurde der Abbau von Eisenerz auf der Zeche Union I beendet.

## Förderung
Die ersten Förderzahlen stammen aus dem Jahr 1867, es wurden 58.951 Tonnen Eisenerz und 6155 Scheffel Steinkohle gefördert. Im Jahr 1869 betrug die Förderung 331 Tonnen Steinkohle und zusätzlich eine nicht bezifferte Menge Eisenerz. Die letzten Förderzahlen des Bergwerks stammen aus dem Jahr 1892, es wurden 6243 Tonnen Kohleneisenstein gefördert.